# 51 Eridani b
51 Eridani b è un esopianeta di dimensioni simili a Giove che orbita attorno alla giovane stella 51 Eridani, nella costellazione di Eridano. Si trova a 96 anni luce dal sistema solare, e come la sua stella madre ha un'età di soli 20 milioni di anni.

## Scoperta
La scoperta di 51 Eridani b venne annunciata nell'agosto 2015, tuttavia esso fu individuato già nel dicembre 2014 utilizzando il Gemini Planet Imager, un progetto internazionale guidato dal Kavli Institute for Particle Astrophysics and Cosmology. 51 Eridani b è il primo pianeta extrasolare scoperto dal Gemini Planet Imager, strumento applicato al telescopio Gemini South e specificamente creato per individuare nuovi pianeti in orbita attorno a stelle luminose attraverso l'imaging diretto. L'imaging diretto consente agli astronomi di utilizzare l'ottica adattiva per affinare la risoluzione dell'immagine di una stella bersaglio, occultandone la luce stellare tramite un coronografo per poterne distinguere i dintorni. Ogni residuo di luce in entrata viene quindi esaminato e i punti più luminosi suggeriscono spesso un possibile pianeta.

## Caratteristiche
Gli scienziati, in base a modelli teorici, hanno stimato che la massa minima sia il doppio di quella di Giove, tuttavia uno studio del 2017 suggerisce che il pianeta abbia una massa ben 9 volte superiore a quella gioviana, nonostante lo stesso studio confermi le dimensioni, uguali o poco superiori a quelle di Giove. L'atmosfera del pianeta sembra abbondante di metano: dopo Gliese 540 b è il pianeta che pare avere la più alta concentrazione di metano fra tutti i pianeti scoperti. Questa firma spettrale del metano, insieme alla bassa luminosità dell'oggetto, dovrebbe produrre ulteriori indizi su come si formò 51 Eridani b.
La temperatura media è di 700 K, molto più alta della temperatura media di 130 K di Giove, il pianeta nel sistema solare di dimensioni più simili. Gli astronomi hanno inoltre rilevato la presenza di acqua nello spettro del pianeta, mentre la modellistica atmosferica indica una bassa gravità superficiale con atmosfera parzialmente nuvolosa. Prima della scoperta di 51 Eridani b, tutti gli esopianeti precedentemente scoperti con l'osservazione diretta erano giganti gassosi diverse volte più massicci e grandi di Giove.